# Савчак Дем'ян

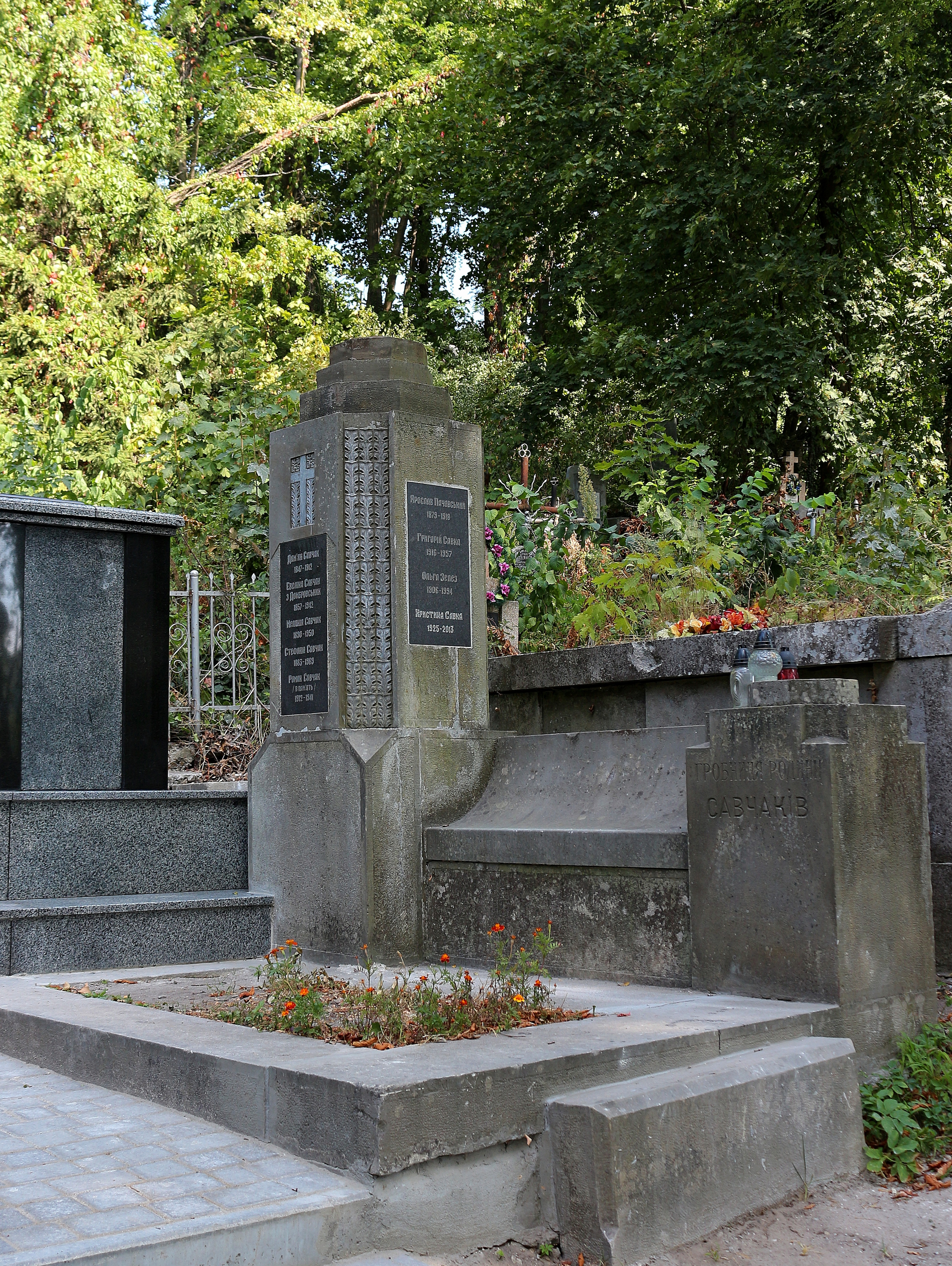

Дам'я́н Антóнович Савча́к (іноді Дем'ян Савчак;  13 липня 1847, село Нова Весь повіту Новий Санч — 29 грудня 1912, Львів) — український громадський діяч, адвокат, за фахом суддя, посол до Галицького крайового Сейму.

## Життєпис
Народився на заході Лемківщини в незаможній селянській сім'ї. Доктор права Львівського університету (1875 року; за іншими даними, навчався у Віденському університеті). Працював в «Общому рольничо-кредитному заведенії для Галичини і Буковини», судах у Заліщиках, Вишнівчику, Богородчанах, Ходорові, Гусятині, з 1884 року суддя в Бережанах.
Заслужений діяч Бережанщини. Посол до Галицького крайового сейму і член Крайового Виділу 1889—1901, член Народного Комітету Національно-Демократичної Партії; піонер райфайзенівського типу кооператив у Галичині. За словами Костя Левицького: «визначався політичною організацією Бережанщини у 1880-х роках, коли працював судовим радником… Не зважав на перепони влади та клав перші основи для освідомлювання народу про потребу з'єднання сільського народу з інтеліґенцією до боротьби за належні нам політичні права.»
Народовець, діяч «Просвіти», Народної Ради, очільник «Руської бесіди» і страхового товариства «Дністер», входив до «Народного Комітету» — керівного ядра УНДП. Член Крайової управи рентових осель. Відіграв важливу роль у формуванні українського кооперативного руху, засновник і діяч надзірних рад Крайового кредитового союзу, парцеляційного товариства «Земля», «Народної гостинниці», заступник комісара Крайового банку. Депутат Львівської міської ради. Після відставки з посади члена Крайової управи працював радником Крайового суду у Львові ((1897—1907 роки).
1890 р. староста Підгайців відмовив члену Крайової управи Д.Савчаку надати зал для зустрічі з виборцями, справу полагодив намісник Галичини граф Казимир Бадені (вибачився, скасував заборону). На засіданні Галицького крайового сейму 3 березня 1892 року запропонував відкрити в Бучачі державну гімназію з українською викладовою мовою.
Посол від IV курії округу № 6 (Підгаєцький повіт) до Галицького сейму 6-го (1889—1895 роки, заступник голови «Руського клубу») та 7-го (1895—1901 роки) скликань. 1901 року, як всі посли-українці Галицького сейму, склав мандат на знак протесту проти відмови австрійських урядників відкрити у Львові український університет, повернувся до судової служби.
1907 року відкрив приватну адвокатську канцелярію в Борщеві, очолював (віце-маршалок) повітову раду в Борщеві.
Мав сина Богдана (15 липня 1887, Бережани — 2 червня 1956, Бистриця, Польща) — адвоката, суддю, доктора права, громадського діяча.
Помер у Львові в грудні 1912 року, похований на полі № 36 Личаківського цвинтаря.